# Bélizaire et les Enfants Frey

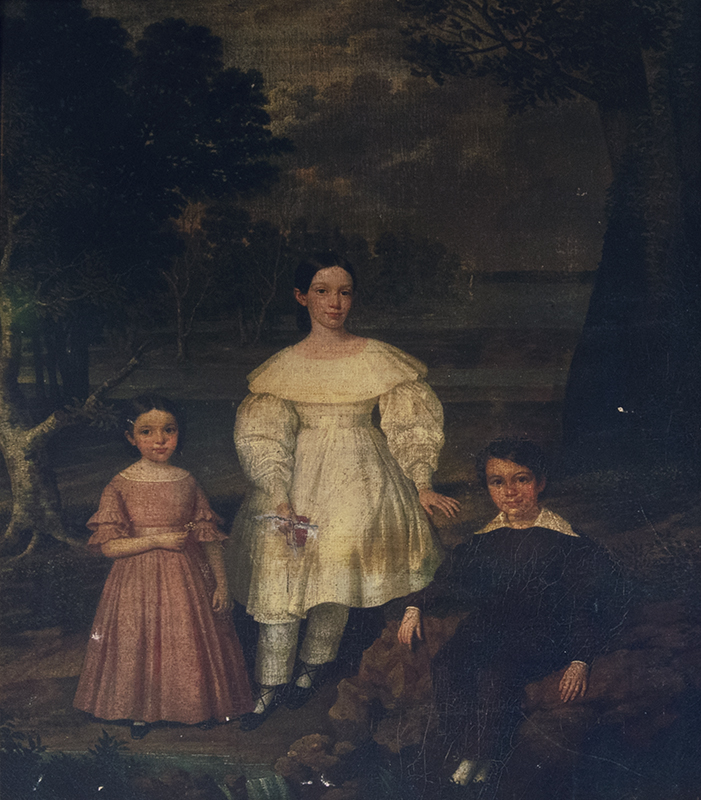
État du tableau avant la restauration de 2005 et la suppression des repeints.

Bélizaire et les Enfants Frey, en anglais Bélizaire and the Frey Children, inventoriée sous les titres successifs Portrait of three Children in a Louisiana landscape et Four Children in a Louisiana Landscape, est une huile sur toile de 1837, attribuée au peintre Jacques Amans (1801-1888).
L'œuvre  constitue un exemple rare de portrait de groupe d'une famille du Sud des États-Unis qui intègre la figure d'un esclave. Elle est conservée à New York au Metropolitan Museum of Art.

## Historique
Peinte en 1837, l'œuvre représente — de gauche à droite — Léontine Frey, Elizabeth Frey, Frederick Jr Frey, et un jeune esclave afro-américain qui a pu être identifié sous le prénom de Bélizaire. Les Frey représentés sont les enfants d'un banquier et marchand allemand vivant à la Nouvelle-Orléans, Frederick Frey, et de son épouse, Colette Coralie Favre D’Aunoy, issue d'une famille créole de Louisiane. Elizabeth et Léontine Frey sont mortes l'année où le tableau a été peint. Leur frère n'a pas atteint l'âge adulte. Quant à Bélizaire, il a été vendu à une plantation et on perd sa trace après 1860. 
À une époque non définie, entre la fin du XIXe et le début du XXe siècle, la figure de Bélizaire a été occultée par des repeints, mais une ombre permettait de deviner sa présence. Deux hypothèses ont été avancées pour expliquer cette occultation travestissant la scène originelle : la montée du racisme aux États-Unis après l'abolition de l'esclavage en 1865 a pu donner envie de masquer un personnage noir posant à côté de leurs ancêtres blancs, mais il se peut également que la famille n'ait pas été fière « d’avoir un esclave sur un tableau, parce que cela impliquait de passer pour une famille d’esclavagistes »,. 
Ce tableau a d'abord été attribué à d'autres artistes : l'Américain Theodore Sydney Moise (1808–1883) et l'Irlandais Trevor Thomas Fowler (1809-1889). L'hypothèse actuelle est qu'il provient de l'atelier de Jacques Guillaume Lucien Amans, un peintre français néoclassique qui s'était établi en Louisiane en 1836, où il a fait l'essentiel de sa carrière comme portraitiste des notables de La Nouvelle-Orléans. 
Audrey Grasser, arrière-arrière-petite fille de Coralie Favre D’Aunoy, a cédé le tableau au musée d'Art de La Nouvelle-Orléans (NOMA) en 1972, qui n'a pas cherché à dévoiler la figure occultée, ignorait le nom du probable auteur de la toile, et s'est donc contenté de stocker l'œuvre dans ses réserves, sans l'exposer. En 2005, le musée a aliéné le tableau qui est passé aux enchères chez Christie's où il a été adjugé pour 7 200 $ le 2 mars 2005. L'acquéreur de la toile a effectué une première restauration qui a permis de faire apparaître la figure de Bélizaire.
En 2021, le collectionneur et historien américain Jeremy K. Simien, lui-même passionné par l'exploration de son héritage familial afro-créole, a racheté le tableau et a fait achever sa restauration par Craig Crawford. Il a demandé à l'historienne louisianaise Katy Morlas Shannon d'effectuer une enquête sur les figures représentées. Celle-ci a pu déterminer que l'adolescent noir était prénommé Bélizaire, qu'il était né en janvier 1822, d'un père inconnu et d'une mère esclave. Il avait donc une quinzaine d'années au moment où le portrait a été peint. On sait qu'il avait été vendu, avec sa mère Sally, alors qu'il était âgé de six ans, ce qui permet de supposer qu'il n'était pas apparenté aux enfants Frey. Sa mère occupait une position de cuisinière. En 1856, cinq ans après le décès de Frederick Frey, dont la fortune avait été considérablement affectée par une dépression économique, Bélizaire a été vendu 1 200 $ à Lézin Becnel, planteur de canne, afin de d'occuper une position de domestique et de cuisinier. On ignore ce qu'il est devenu après le début de la guerre de Sécession, en 1861.
Le Metropolitan Museum of Art de New York a acquis le tableau en août 2023. Une conservatrice du musée a expliqué au New York Times que c'était pour rompre avec « l'histoire de l'art américaine romantisée », donc exposer les racines des inégalités systémiques aux États-Unis. Le musée d'Art de La Nouvelle-Orléans a lui reconnu une erreur de sa part sur ce tableau et l'a expliqué par un manque de moyens à l'époque. Le Metropolitan Museum of Art exposera le tableau dans l'une de ses salles.